# フォーギブン
フォーギブン（英題:Forgiven）は、アメリカ合衆国のロックバンド、リライアントKによる2006年のシングル。2006年にリリースされたアルバム、「ファイブ・スコア&セブン・イヤーズ・アゴー (Five Score and Seven Years Ago) 」からのシングルである。